# Pierre Plantée du Monteil
La Pierre Plantée du Monteil, aussi dénommée Les Fauchers de Chomelix, est un menhir situé sur la commune de Chomelix dans le département français de la Haute-Loire.

## Historique
L'édifice est classé au titre des monuments historiques par la liste de 1889.

## Description
Le menhir est constitué d'un prisme rectangulaire en granite qui  mesure 1,60 m de hauteur sur 0,70 m de large. Un bassin de 7 cm de profondeur est creusé au sommet de la pierre.